# Reda Kateb
Reda Kateb (Ivry-sur-Seine, 27 de julho de 1977) é um ator francês de ascendência argelina, checa e italiana.
Reda Kateb comçou a sua carreira como ator aos oito anos praticando grandes clássicos tanto e obras contemporâneas. O seu interesse em atuar está vinculado à influência da sua família, em particular do seu pai, ator e co-fundador do Teatro Nacional Argelino, que lhe «ensinou o amor pela interpretação».
Kateb desempenhou o seu primeiro papel na segunda temporada da série de TV Engrenages em 2008. Em 2009 fez a estreia no cinema, em "Um profeta" de Jacques Audiard.
A sua curta-metragem Pitchoune foi apresentada na secção Quinzena de Realizadores no Festival de Cinema de Cannes de 2015.
Durante o Festival de Cinema de Cannes 2017, foi membro do júri da secção "Un Certain Regard", presidida pela atriz e produtora Uma Thurman.